# Geirthjóf de Oppland
Según la saga de Gautrek, Geirthjóf (nórdico antiguo: Geirþjófr) fue un caudillo vikingo, rey de Oppland, Noruega.
Vikar Haraldsson atacó sus posesiones en Uplands tras derrotar a su hermano Herthjóf de Hordaland, como venganza por la muerte de Harald de Agder, padre de Vikar. Geirthjóf murió en la primera batalla de Telemark, y Vikar subyugó su reino. Luego conquistó Telemark en ausencia del rey, otro hermano de los anteriores llamado Fridthjóf, que estaba en aquel momento ausente en sus incursiones vikingas.